# Matilde Celentano
Matilde Eleonora Celentano (n. 14 octombrie 1959, Carbonia, Sardinia, Italia) este o politiciană italiană.